# Disney Junior (Australia y Nueva Zelanda)
Disney Junior fue un canal de televisión por suscripción australiano de cable y satélite disponible en los operadores Foxtel, Austar y Optus TV, que emitió entre el 5 de diciembre de 2005 y el 30 de abril de 2020.

## Historia
Lanzado a finales de 2005 como Playhouse Disney Channel, se estrenó en el operador Foxtel y sus filiales en Australia, pero solo está disponible en su servicio digital. SKY Network, muestra Disney Junior y Playhouse Disney Channel en Nueva Zelanda. El canal emite las 24 horas del día, todos los días, mostrando la mayoría de los programas vistos en los Estados Unidos.
Antes de Playhouse Disney Channel, Playhouse Disney se exhibía como un bloque en Disney Channel Australia a partir de las 9:00 a las 15:00 los días de semana, y a 10 de la mañana hasta que Foxtel llegó y lo convirtió en un total de 24 horas.
A las 11:00 del 1 de noviembre de 2007, el canal fue añadido a TransACT. Antes estaba disponible en SelecTV desde septiembre de 2008 hasta el cierre de su servicio en inglés a finales de 2010.
El 1 de septiembre de 2009, el canal comenzó a emitir en 16:9 widescreen. El canal fue relanzado como Disney Junior en 29 de mayo de 2011.
Debido a la llegada de Disney+ a Oceanía, y al fin de licencias que distribuían la señal en el continente oceánico, el canal finalizó transmisiones en Nueva Zelanda, junto con Disney Channel, el 30 de noviembre de 2019 en el operador SKY y en Australia cerro el 1 de marzo de 2020 en Foxtel. Su cese definitivo de emisiones fue el 30 de abril de 2020 en el operador Fetch TV.

## Programación
- 3rd & Bird (29 de mayo de 2011-2020)
- The Adventures of the Disney Fairies (29 de mayo de 2011-2020)
- Art Attack
- Babar and the Adventures of Badou (29 de mayo de 2011 –2020)
- Chuggington (29 de mayo de 2011-2020)
- Daniel Tiger's Neighborhood (8 de junio de 2013-2020)
- Ella the Elephant (2014-2020)
- Gaspard and Lisa (29 de mayo de 2011 –2020)
- Goldie and Bear (26 de enero de 2016-2020)
- Guess How Much I Love You (29 de mayo de 2011-2020)
- Henry Hugglemonster (15 de abril de 2013-2020)
- Caillou (29 de mayo de 2011-2020)
- Jake and the Never Land Pirates (29 de mayo de 2011 –2020)
- Kate & Mim-Mim
- The Lion Guard (28 de febrero de 2016-2020)
- Miles from Tomorrowland
- The Octonauts (29 de mayo de 2011-2020)
- PJ Masks
- Paprika
- Sheriff Callie's Wild West (2014-2020)
- Luna the First (4 de marzo de 2014-2020)
- Tinga Tinga Tales (29 de mayo de 2011-2020)

### Reposiciones
- Bunnytown (29 de mayo de 2011-2020)
- Pinky Dinky Doo (29 de mayo de 2011-2020)
- Handy Manny (29 de mayo de 2011-2020)
- Whytown Heroes (29 de mayo de 2011-2020)
- Yo Gabba Gabba! (29 de mayo de 2011-2020)
- JoJo's Circus (29 de mayo de 2011-2020)
- Johnny and the Sprites (29 de mayo de 2011-2020)
- Jungle Junction  (29 de mayo de 2011-2020)
- The Koala Brothers (29 de mayo de 2011-2020)
- Little Einsteins (29 de mayo de 2011-2020)
- Mickey Mouse Clubhouse (29 de mayo de 2011-2020)
- PB&J Otter (29 de mayo de 2011-2020)
- Rolie Polie Olie (29 de mayo de 2011-2020)
- Special Agent Oso (29 de mayo de 2011-2020)
- Stanley (29 de mayo de 2011-2020)
- Timmy Time (29 de mayo de 2011-2020)
- The Wiggles (29 de mayo de 2011-2020)

### Otros
- 101 Dalmatians: The Series (29 de mayo de 2011-2020)
- Calimero
- The Cat in the Hat Knows a Lot About That!
- Chloe's Closet (29 de mayo de 2011-2020)
- Franny's Feet (1° de enero de 2013-2020)
- Jungle Cubs (29 de mayo de 2011-2020)
- The Little Mermaid (29 de mayo de 2011-2020)
- My friend Rabbit (29 de mayo de 2011-2020)
- Poppets Town (29 de mayo de 2011-2020)
- Slim Pig (29 de mayo de 2011-2020)
- Stella & Sam (29 de mayo de 2011-2020)
- Timon & Pumbaa (29 de mayo de 2011-2020)
- Toot the Tiny Tugboat
- Tree Fu Tom
- Zou